# Adriano Mezavilla
Adriano Sartorio Mezavilla, bekannt als Adriano Mezavilla, (geboren am 14. Januar 1983 in Maringá, Brasilien) ist ein brasilianischer Mittelfeldspieler.

## Karriere
Seine Karriere begann Mezavilla 2002 zusammen mit seinem Landsmann Adriano Ferreira Pinto beim Verein ASD Lanciano. Der Mittelfeldspieler schaffte bald dem Durchbruch in die Stammelf.
2005 wechselte er zum Verein Catania Calcio, wo er nach sechs Monaten zum Verein AC Perugia Calcio wechselte. Von 2006 bis 2008 lief er für den Verein AC Cesena auf. Nach sechs Monaten beim Verein AC Pisa unterschrieb er einen Vertrag beim Verein Taranto FC. In der ersten Hälfte des Jahres 2010 wurde er an den Verein Andria geliehen. 2010 wurde er für vier Jahre an den Verein SS Juve Stabia verpflichtet. Die nächsten drei Jahre bis 2017 stand er beim Verein US Alessandria Calcio unter Vertrag. 2017 lief er für den Verein Urbs Reggina 1914 auf dem Platz. Zum 1. Juli 2018 kehrte er zum Verein SS Juve Stabia zurück.